# Serjania pteleifolia
Serjania pteleifolia là một loài thực vật thuộc họ Sapindaceae. Đây là loài đặc hữu của Ecuador.